# Anthicus sonoranus
Anthicus sonoranus är en skalbaggsart som beskrevs av Werner 1964. Anthicus sonoranus ingår i släktet Anthicus och familjen kvickbaggar. Inga underarter finns listade i Catalogue of Life.